# LOL :-)
LOL :-) è una sitcom canadese creata da Pierre Paquin e Denis Savard trasmesso in 38 paesi, in Italia dapprima su Paramount Network (Italia) e in seguito su Rai 2 e Rai 4. Dalla settima stagione vengono trasmessi su Pluto TV.

## Cast
Réal Bossé, Antoine Vézina, Sylvie Moreau, Julie Ménard e Martin Drainville sono gli interpreti di questi sketch, in cui vestono i panni di personaggi sempre diversi, inscenando situazioni comiche.

## Durata episodi e trasmissione

### Canada
Trattandosi di sketch, questi sono stati trasmessi in Canada, prima in Québec e poi nel resto del paese, raggruppati in 14 episodi dalla durata di 22 minuti a puntata, per ogni stagione.

### Italia
In Italia ogni episodio "originale" è stato diviso in 4 mini-episodi, dalla durata di 5 minuti e 30 secondi circa, trasformando i 14 episodi originali in 56, questo per ogni stagione. Tuttavia, in alcuni casi, 2 episodi sono stati uniti, formando episodi lunghi dalla durata di 11 minuti. Comunque, viste le repliche varie, è corretto considerare gli episodi italiani come 56 per stagione, ognuno dalla durata di 5 minuti e 30 secondi, senza considerare appunto maratone e unioni improvvisate, legate a ritardi e anticipi vari. Tuttavia, considerando lo stacco pubblicitario prima e dopo, ogni episodio ha una durata di 8 minuti circa. 

## Episodi
| Stagione         | Episodi | Prima TV originale | Prima TV Italia |
| ---------------- | ------- | ------------------ | --------------- |
| Prima stagione   | 14      | 2011               | 2012            |
| Seconda stagione | 14      | 2012               | 2013            |
| Terza stagione   | 14      | 2013               | 2014            |
| Quarta stagione  | 14      | 2014               | 2015            |
| Quinta stagione  | 14      | 2015               | inedita         |
| Sesta stagione   | 14      | 2016               | inedita         |
| Settima stagione | 14      |                    | 2024            |
| Ottava stagione  | 14      |                    | 2024            |
| Nona stagione    | 14      |                    | 2024            |
| Decima stagione  | 14      |                    | 2024            |